# Niverville, New York
Niverville är en ort i Columbia County i delstaten New York, USA.